# Anchoa mundeoloides
Anchoa mundeoloides är en fiskart som först beskrevs av Breder 1928.  Anchoa mundeoloides ingår i släktet Anchoa och familjen Engraulidae. IUCN kategoriserar arten globalt som livskraftig. Inga underarter finns listade i Catalogue of Life.